# Army (Ellie Goulding)
Army è un brano musicale pubblicato dalla cantante britannica Ellie Goulding pubblicato come secondo singolo estratto dal suo album in studio Delirium. Il brano è stato pubblicato per il download digitale dal 9 gennaio 2016.

## Video musicale
Il videoclip di Army è stato diretto da Conor McDonnell ed è stato presentato il 14 gennaio 2016.
Girato in bianco e nero, il video presenta delle scene in cui Ellie Goulding si diverte con gli amici, in altre la si vede svolgere la canzone dal vivo.

## Classifiche
| Classifica (2016) | Posizione massima |
| ----------------- | ----------------- |
| Belgio (Fiandre)  | 41                |
| Irlanda           | 55                |
| Regno Unito       | 20                |
| Slovacchia        | 37                |